# Heidi (serie televisiva 1978)
Heidi è una serie televisiva basata sull'omonimo romanzo di Johanna Spyri. Si tratta di una coproduzione tra le tv di diversi paesi e trasmessa in Svizzera su Schweizer Fernsehen dal 13 settembre 1978 al 2 aprile 1979. L'edizione italiana è stata trasmessa sulla Televisione svizzera in lingua italiana dal 1º dicembre 1978 al 25 maggio 1979 ed è stata successivamente replicata su diverse reti locali.

## Trama
La piccola orfanella Heidi viene lasciata alle cure del nonno, un anziano e burbero uomo che vive in una piccola baita situata nelle Alpi svizzere, da sua zia Dete. Nonostante la sua asprezza d'animo, il nonno verrà ammorbidito dalla dolcezza di sua nipote e si affezionerà a lei, successivamente la bimba conoscerà Peter, il giovane pastorello. La gente del paese, tuttavia, è contraria al fatto che Heidi non frequenti la scuola e così, nonostante suo nonno sia contrario, Dete viene a riprendersi Heidi per costringerla a venire con lei nella grande città di Francoforte da una ricca famiglia tedesca, la famiglia Sesemann, per diventare la compagna di giochi di Clara, una ragazzina costretta a stare sulla sedia a rotelle per via di una malattia, sotto il controllo della governante dall'animo duro e severo, la signorina Rottenmeier. Nonostante tra le due bambine nasca una grande amicizia, Heidi inizierà a sentire la mancanza delle sue montagne e si ammalerà gravemente. Verrà quindi rimandata da suo nonno, con grande gioia di quest'ultimo e, tempo dopo, Clara la raggiungerà e riprenderà a camminare con sua grande allegrezza.

## Episodi
| Nº | Titolo originale            | Titolo italiano                     | Prima TV Svizzera | Prima TV Svizzera italiana |
| -- | --------------------------- | ----------------------------------- | ----------------- | -------------------------- |
| 1  | Im Dörfli                   | Il villaggio                        | 13 settembre 1978 | 1º dicembre 1978           |
| 2  | Der Alp-Öhi                 | Il vecchio dell'Alpe                | 9 ottobre 1978    | 8 dicembre 1978            |
| 3  | Der Geißenpeter             | Peter delle capre                   | 16 ottobre 1978   | 15 dicembre 1978           |
| 4  | Die Großmutter              | La nonna                            | 23 ottobre 1978   | 23 dicembre 1978           |
| 5  | Im Winter                   | Un freddo inverno                   | 30 ottobre 1978   | 29 dicembre 1978           |
| 6  | Die Abreise                 | Arrivederci nonno                   | 6 novembre 1978   | 5 gennaio 1979             |
| 7  | Ankunft in Frankfurt        | Arrivo a Francoforte                | 13 novembre 1978  | 12 gennaio 1979            |
| 8  | Das Haus Sesemann           | Casa Sesemann                       | 20 novembre 1978  | 19 gennaio 1979            |
| 9  | Ein Ausflug                 | Dove sono le montagne, gli abeti... | 27 novembre 1978  | 26 gennaio 1979            |
| 10 | Unruhe im Haus Sesemann     | I gattini e la tartaruga            | 4 dicembre 1978   | 2 febbraio 1979            |
| 11 | Ein Schrank voller Brötchen | Un armadio pieno di panini          | 11 dicembre 1978  | 9 febbraio 1979            |
| 12 | Herr Sesemann               | Il signor Sesemann                  | 18 dicembre 1978  | 16 febbraio 1979           |
| 13 | Die Großmama                | La vecchia signora                  | 8 gennaio 1979    | 23 febbraio 1979           |
| 14 | Heimweh                     | Nostalgia di casa                   | 8 gennaio 1979    | 2 marzo 1979               |
| 15 | Das Gespenst                | Il fantasma                         | 15 gennaio 1979   | 9 marzo 1979               |
| 16 | Die Heimreise               | Arrivederci Heidi                   | 22 gennaio 1979   | 16 marzo 1979              |
| 17 | Wieder daheim               | Di nuovo a casa                     | 29 gennaio 1979   | 23 marzo 1979              |
| 18 | Überraschungen              | La sorpresa                         | 5 febbraio 1979   | 30 marzo 1979              |
| 19 | Die Aussöhnung              | La riconciliazione                  | 12 febbraio 1979  | 6 aprile 1979              |
| 20 | Der alte Doktor             | Il vecchio dottore                  | 19 febbraio 1979  | 13 aprile 1979             |
| 21 | Besuch aus Frankfurt        | Visite da Francoforte               | 26 febbraio 1979  | 20 aprile 1979             |
| 22 | Im Winterhaus               | La casa d'inverno                   | 5 marzo 1979      | 27 aprile 1979             |
| 23 | Klara kommt                 | Arriva Clara                        | 12 marzo 1979     | 4 maggio 1979              |
| 24 | Der Rollstuhl               | La sedia a rotelle                  | 19 marzo 1979     | 11 maggio 1979             |
| 25 | Das Telegramm               | Il telegramma                       | 26 marzo 1979     | 18 maggio 1979             |
| 26 | Glückliches Ende            | Lieto fine                          | 2 aprile 1979     | 25 maggio 1979             |

## Luoghi delle riprese

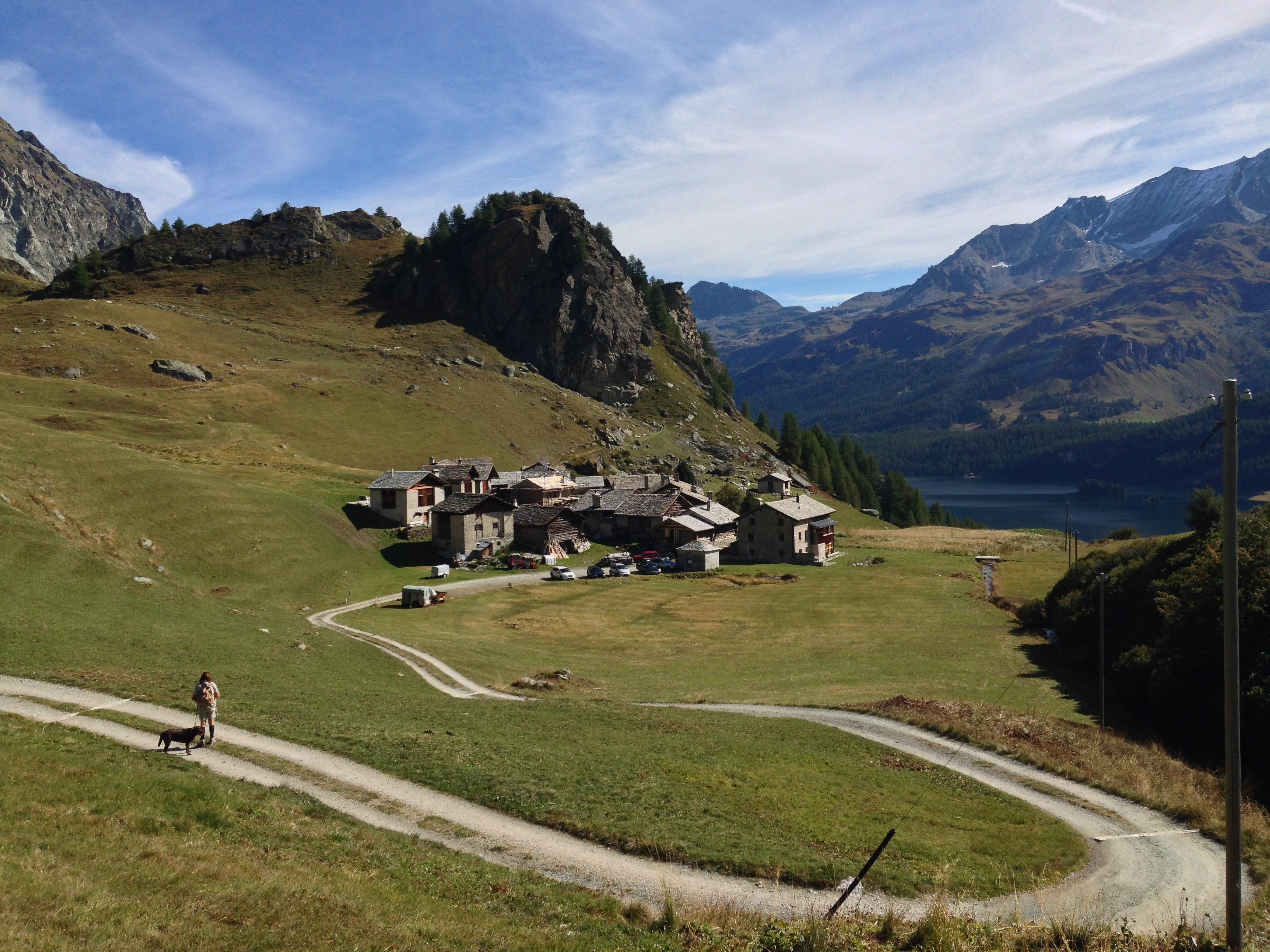
Grevasalvas visto da sud-ovest.

Il paese di Heidi che si vede nella serie è quello di Grevasalvas, un insediamento di abitazioni contadine posto 1940 m nel comune di Sils in Engadina in Engadina nel Canton Grigioni in Svizzera. Si trova sopra il lago di Sils e sotto il Piz Grevasalvas.
Al tempo delle riprese la baita del nonno si trovava sopra Grevasalvas, in seguito è stata spostata sopra Sankt Mortiz lungo il cosiddetto "sentiero dei fiori di Heidi" (Heidis Blumenweg).